# 數據軌跡
審計軌跡（英語：Audit trail、Audit log），也譯作審計追蹤、審計跟踪、審計日誌、檔案日誌或軌跡紀錄等名稱，是一種作為資訊系統審計手段的與安全相關的時間順序記錄、記錄集和/或目的地和記錄來源，它們提供了在任何時候影響特定操作，程序的活動順序的文件證據或事件。
審計記錄通常來自一些活動，例如：金融交易、科學研究和醫療保健數據交易，或個人、系統、帳號以及其他實體的通信等活動。
透過對系統上的活動作時間順序的紀錄，從而監察系統是否存在違規的活動，協助稽核人員快速的找出相關的交易資料。
創建審計跟踪的過程通常需要始終以特權模式運行，俾使其可以存取和監督所有用戶的所有操作：一般用戶不應被允許去停止或更改它。此外，出於同樣的原因，一般用戶不應該訪問帶有跟踪的跟踪文件或数据库表。 處理此問題的另一種方法是在軟件中使用基於角色的安全模型。當使用審計跟踪功能時，軟件可以使用閉環控製或作為“封閉系統”運行，這是許多公司所要求的。